# World Athletics Tour
World Athletics Tour – cykl komercyjnych mityngów lekkoatletycznych, organizowanych pod egidą IAAF w latach 2003–2009.
Od 2003 r. rozgrywany jest dwudniowy Światowy Finał IAAF będący podsumowaniem sezonu World Athletics Tour, który obejmuje wszystkie konkurencje rozgrywane na igrzyskach olimpijskich z wyjątkiem sztafet, biegu na 10 000 m, maratonu, chodu sportowego i wielobojów. Dodatkowo rozgrywany jest bieg na 3000 m.
Punktacją World Athletics Tour objęte były mityngi zaliczane do czterech kategorii: Golden League (najbardziej prestiżowe i najlepiej płatne), Super Grand Prix, Grand Prix i Area Permit Meetings (do tej ostatniej grupy zaliczano m.in. polskie mityngi: Memoriał Janusza Kusocińskiego w Warszawie i Europejski Festiwal Lekkoatletyczny w Bydgoszczy).